# Санта Клара Пуебло (Њу Мексико)
Санта Клара Пуебло (енгл. Santa Clara Pueblo) насељено је место без административног статуса у америчкој савезној држави Њу Мексико.

## Демографија
По попису из 2010. године број становника је 1.018, што је 38 (3,9%) становника више него 2000. године.
| Група             | 2000.       | 2010.       |
| Белци             | 19 (1,9%)   | 28 (2,8%)   |
| Афроамериканци    | 0 (0,0%)    | 3 (0,3%)    |
| Азијати           | 1 (0,1%)    | 3 (0,3%)    |
| Хиспаноамериканци | 171 (17,4%) | 240 (23,6%) |
| Укупно            | 980         | 1.018       |